# IC 2271
IC 2271 — галактика типу C (компактна галактика) у сузір'ї Рак.
Цей об'єкт міститься в оригінальній редакції індексного каталогу.